# Monorotaia di Kitakyūshū
La monorotaia di Kitakyūshū (北九州モノレール?, Kitakyūshū Monorēru) è una monorotaia in servizio nella città giapponese di Kitakyūshū, nella prefettura di Fukuoka. La monorotaia è costituita da una sola linea detta Linea Kokura e scorre per 8,8 km fra la stazione di Kokura e la stazione di Kikūgaoka. La linea è stata aperta nel 1985 ed estesa all'attuale capolinea di Kokura nel 1998.

## Percorso
| Nome                     | Giapponese   | Distanza interstazione | Distanza totale | Collegamenti                                                                                             | Posizione        |
| ------------------------ | ------------ | ---------------------- | --------------- | --- | ---------------- |
| Kokura                   | 小倉         | -                      | 0.0             | JR West：Sanyō Shinkansen JR Kyushu: Linea principale Kagoshima Linea principale Nippō Linea Hidahikosan | Kita-ku Kokura   |
| Heiwa-dōri               | 平和通       | 0.4                    | 0.4             | | Kita-ku Kokura   |
| Tanga                    | 旦過         | 0.3                    | 0.7             | | Kita-ku Kokura   |
| Kawaraguchi Mihagino     | 香春口三萩野 | 0.9                    | 1.6             | | Kita-ku Kokura   |
| Katano                   | 片野         | 0.8                    | 2.4             | | Kita-ku Kokura   |
| Jōno                     | 城野         | 0.8                    | 3.2             | JR Kyushu: Linea principale Nippō Linea Hidahikosan (stazione di Jōno JR）                               | Minami-ku Kokura |
| Kitakata                 | 北方         | 1.0                    | 4.2             | | Minami-ku Kokura |
| Keibajō-mae              | 競馬場前     | 0.7                    | 4.9             | | Minami-ku Kokura |
| Moritsune                | 守恒         | 0.8                    | 5.7             | | Minami-ku Kokura |
| Tokuriki Kōdan-mae       | 徳力公団前   | 0.9                    | 6.6             | | Minami-ku Kokura |
| Tokuriki Arashiyamaguchi | 徳力嵐山口   | 0.7                    | 7.3             | | Minami-ku Kokura |
| Shii                     | 志井         | 0.9                    | 8.2             | | Minami-ku Kokura |
| Kikūgaoka                | 企救丘       | 0.6                    | 8.8             | JR Kyushu：Linea Hidahikosan                                                                             | Minami-ku Kokura |

## Galleria d'immagini

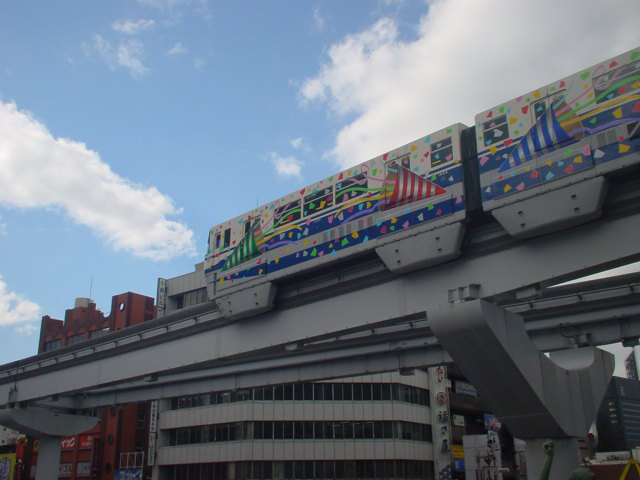
Treno in corsa
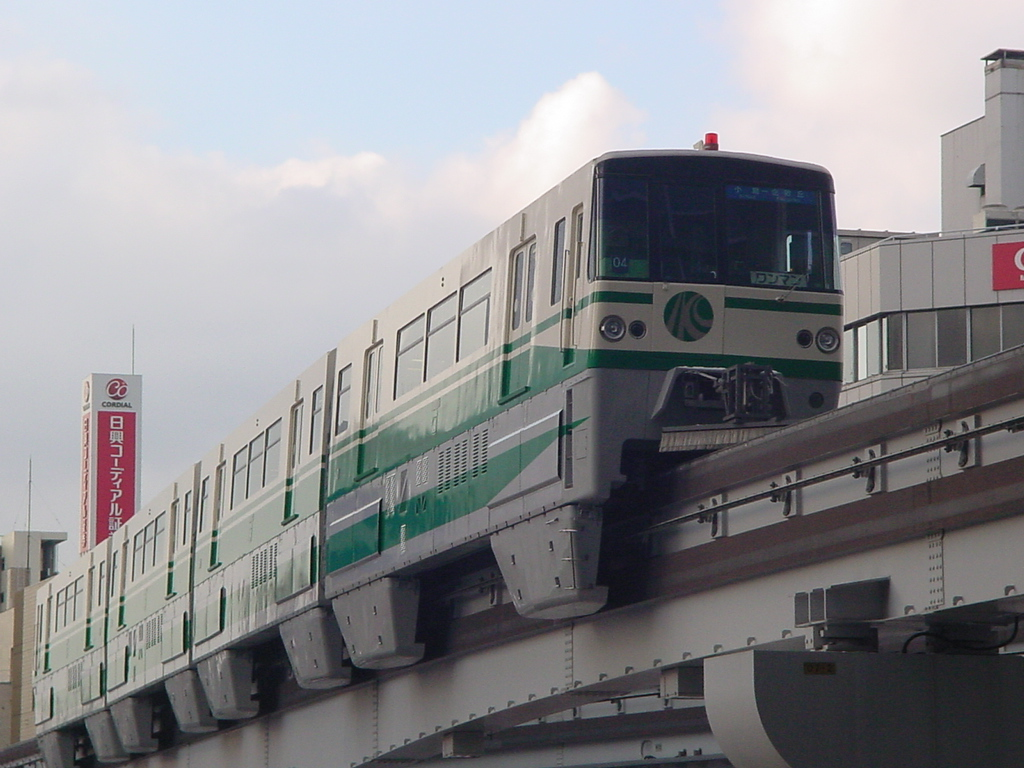
Treno della serie 1000 in livrea verde